# Austin Osman Spare
 (septembre 2024).
Austin Osman Spare (Londres, 30 décembre 1886 - 15 mai 1956) est un artiste, éditeur et magicien britannique.

## Biographie
Austin Osman Spare est le fils d'un policier de Londres. Enfant, il montre une grande affinité pour l'art, et participe brièvement aux cours donnés par la Lambeth Art School. À l'âge de 13 ans, il quitte l'école afin de devenir l'apprenti d'un artisan vitrier, Powell. Durant ses jeunes années, sa fascination pour l'occulte grandit influençant fortement ses propres œuvres. En mai 1904, un de ses dessins est présenté et montré à l'exposition annuelle de la Royal Academy de Londres.
En octobre 1907, Spare expose ses dessins à la Bruton Gallery de Londres. Les critiques rapprochent alors ses œuvres de celles de Aubrey Beardsley, mais les images de Spare sont pleines de visages humains grotesques et sexuels et de symboles magiques. Ces éléments attirent les regards de l'avant-garde londonienne ainsi que d'Aleister Crowley. Il est initié en tant que Probationer de l'ordre de Crowley, l'Astrum Argentum (« Étoile d'Argent ») en juillet 1909, mais sans être jamais initié en tant que membre à part entière, bien qu'il ait contribué par ses œuvres aux publications de Crowley, et plus particulièrement à The Equinox, la revue magique de Crowley. Son nom magique était Yihoveaum. Plus tard, Crowley surnomme Spare un « Frère Noir » signifiant par là qu'il désapprouve son œuvre.
Son iconoclasme, destiné à la propagande et au symbolisme de la magie cérémonielle, et son aversion du moralisme ainsi que son utilisation des sceaux distinguent son style personnel de la magie que son ami Kenneth Grant appellera plus tard Zos Kia Cultus.
Spare dit plus tard avoir beaucoup appris d'une certaine Madame Paterson, une descendante d'une sorcière de Salem. Son œuvre The Focus of Life comprend un dessin au crayon de cette dernière.
En 1917, durant la Première Guerre mondiale, Spare est incorporé dans l'armée britannique, et sert comme médecin au sein du Royal Army Medical Corps dans les hôpitaux de Londres.
Il fut l'éditeur de plusieurs revues : Form (1916-1922) avec Frederick Carter, et surtout The Golden Hind (1922-1924) qu'il publia avec Clifford Bax chez Chapman & Hall.
Entre 1927 et 1938, il expose dans différentes galeries londoniennes. Son art graphique est alors rapproché de la mouvance surréaliste, du fait qu'il fait appel à une forme de psychographisme (automatic drawings).
Fin 1940, il tente de s'enrôler dans l'armée qui n'en veut pas, car il a atteint la limite d'âge. Désœuvré, il est bientôt sans logis, son atelier londonien étant détruit durant le blitz, le 10 mai 1941.
En 1947, il est de nouveau exposé dans un petite galerie londonienne. Il rencontre alors le fondateur du Typhonian Ordo Templi Orientis, Kenneth Grant et son épouse, le couple le persuade d'écrire des essais d'occultisme. Par ailleurs, ses productions graphiques sont redécouvertes par une nouvelle génération d'artistes britanniques.
En mai 1956, il est admis dans un hôpital londonien souffrant de multiples maux : occlusion intestinale, anémie, lithiase, etc., et il meurt peu après.

## Sigils
Spare a été l'un des créateurs, si ce n'est le créateur, de l'art magique des sigils (ou sceaux). Il a mis au point une technique basée sur l'intention magique et la création d'un sceau dans lequel l'intention est projetée par la volonté du magicien afin de produire des effets dans le monde réel.
Les techniques magiques développées par Spare comprennent également la création d'un « alphabet du désir » qui sera, plus tard, adopté, adapté et popularisé par Peter J. Carroll dans son livre Liber Null & Psychonaut. Carroll et d'autres écrivains, comme Ray Sherwin, sont considérés comme les personnages clés dans l'émergence de la Magie du Chaos, qui utilise certaines des techniques développées par Spare.

## Œuvre

### Expositions
- Bruton Galleries, Londres, octobre 1907
- The Baillie Gallery, Londres, 11-31 octobre 1911
- The Baillie Gallery, Londres, 10-31 octobre 1912
- The Ryder Gallery, Londres, 17 avril - 7 mai 1912
- The Baillie Gallery, Londres, juillet 1914
- St. George’s Gallery, Londres, mars 1927
- The Lefevre Galleries, Londres, avril 1929
- Godfrey Phillips Galleries, Londres, novembre 1930
- Artist's studio, 56A Walworth Road, Elephant, Londres, automne 1937
- Artist's studio, 56a Walworth Road, Elephant, Londres, automne 1938
- Archer Gallery, Londres, July 3-30 novembre 1947
- The Temple Bar (Doctors), 286 Walworth Rd. Londres, 28 octobre – 29 novembre 1949
- The Mansion House Tavern, 12 juin – 12 juillet 1952
- The White Bear, Londres, 19 novembre – 1er décembre 1953
- Archer Gallery, Londres, 25 octobre – 26 novembre 1955

Posthumes :
- The Greenwich Gallery, Londres, 23 juillet – 12 août 1964
- Alpine Club Gallery (Group Exhibition), Londres, 22 juin - 2 juillet, 1965
- The Obelisk Gallery, Londres, 1972
- The Taranman Gallery, Londres, 2-23 septembre 1974
- Oliver Bradbury & James Birch Fine Art, Londres, 17 novembre – 8 décembre 1984
- The Morley College Gallery, Londres, septembre 1987
- Henry Boxer, Londres, novembre 1992
- Arnolfini, Bristol, 2007

### Publications

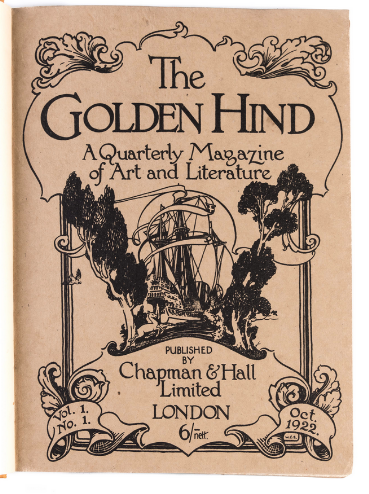
Couverture de The Golden Hind, no 1, octobre 1922.

Spare n'a publié que très peu de son vivant et à peu d'exemplaires :
- Earth Inferno, Londres, Cooperative Printing Society Limited, 1905 — tiré à 265 ex.
- A Book of Satyrs, Londres, 1907 ; réédité par John Lane, 1909
- The Book of Pleasure, Londres, Cooperative Printing Society Limited, 1913.
- The Focus of Life, Londres, The Morland Press, 1921.
- Anathema of Zos. The Sermon to the Hypocrites, an Automatic Writing, Goodmayes, Pentacle Enterprises, 1927 — 100 ex.

Des manuscrits restèrent incomplets à la mort de Spare :
- Logomachy of Zos
- Zoetic Grimoire of Zos

Revues éditées
- avec Frederick Carter (d) [Francis Marsden] : Form. A Quarterly Of The Arts, John Lane / The Morland Press, avril 1916 à 1917 ; 1921-1922.
- avec Clifford Bax (en) : The Golden Hind. A Quaterly Magazine of Art and Literature, Chapman & Hall, octobre 1922 - 1924.

Ses écrits disponibles en français
- Œuvres tome I, Éditions Anima, 2017, traductions de Jean-Luc Colnot et Philippe Pissier, édition établie par Vincent Capes et Philippe Pissier contenant Earth Inferno, Un Livre de Satyres, Le Livre du Plaisir, Un Livre de Dessins Automatiques, une galerie de dessins, une introduction inédite d’Alan Moore et un essai de Juliàn Moguillansky, 292 pages  (ISBN 978-2-9559754-0-4)
- Œuvres tome II, Éditions Anima, 2021, trad. Philippe Pissier, édition établie par Vincent Capes contenant Le Dessin automatique (1916), Le Foyer de la Vie (1921), Le Livre de l’Extase Hideuse (1924), La Vallée de la Peur (1924), Anathème de Zos (1927), une galerie de dessins, une introduction inédite de Phil Baker, 292 pages  (ISBN 978-2-9559754-5-9)